# Acrophylla nubilosa
Acrophylla nubilosa är en insektsart som beskrevs av Johann Gottlieb Otto Tepper 1905. Acrophylla nubilosa ingår i släktet Acrophylla och familjen Phasmatidae. Inga underarter finns listade i Catalogue of Life.